# Centaurea shouilea
Centaurea shouilea — вид квіткових рослин родини айстрових (Asteraceae). Ареал: Іран.